# Mexico Future Series 2023
Die Mexico Future Series 2023 fand vom 29. August bis zum 3. September 2023 in Guadalajara statt. Es war die dritte Austragung dieser internationalen Meisterschaften von Mexiko im Badminton.

## Sieger und Platzierte
| Disziplin    | Gold                                                  | Silber                                           | Bronze                                          |
| ------------ | ----------------------------------------------------- | ------------------------------------------------ | ----------------------------------------------- |
| Herreneinzel | Luis Ramón Garrido                                    | William Hu                                       | Mark Shelley Alcala                             |
| Herreneinzel | Luis Ramón Garrido                                    | William Hu                                       | Samuel Ricketts                                 |
| Dameneinzel  | Haramara Gaitan                                       | Nikte Sotomayor                                  | Vanessa Maricela Garcia Contreras               |
| Dameneinzel  | Haramara Gaitan                                       | Nikte Sotomayor                                  | Sabrina Solis                                   |
| Herrendoppel | Kevin Fu Nicholas Lai                                 | Jose Luis Granados Morales Antonio Emanuel Ortiz | Kevin Barkman Victor Ho                         |
| Herrendoppel | Kevin Fu Nicholas Lai                                 | Jose Luis Granados Morales Antonio Emanuel Ortiz | Ryan Ma Daniel Zhou                             |
| Damendoppel  | Joceline Monserrat Lopez Rodriguez Mayté Macias Marin | Romina Fregoso Miriam Jacqueline Rodriguez Perez | Maria Fernanda Avila Sosa Cinthia Yammel Moreno |
| Damendoppel  | Joceline Monserrat Lopez Rodriguez Mayté Macias Marin | Romina Fregoso Miriam Jacqueline Rodriguez Perez | Paula Lozoya Fatima Rio                         |
| Mixed        | Luis Montoya Miriam Jacqueline Rodriguez Perez        | Daniel Zhou Chloe Hoang                          | Arturo Angel Salazar Aline Angel                |
| Mixed        | Luis Montoya Miriam Jacqueline Rodriguez Perez        | Daniel Zhou Chloe Hoang                          | Henry Huebla Leon Maria Delia Zambrano          |